# Hovhannès VII Achakir
Hovhannès VII Achakir ou Aǰakir (« le détenteur de relique », en arménien Հովհաննես Է Աջակիր ; mort en 1506) est coadjuteur de 1470 à 1474 puis Catholicos de l'Église apostolique arménienne de 1474 à 1484.

## Biographie
Jean ou Hovhannès Aǰakir est d’abord coadjuteur du Catholicos Serge ou Sarkis II Aǰatar, puis il lui succède comme Catholicos en 1474.
Il doit s’adjoindre immédiatement comme coadjuteur Sarkis III Mussail, représentant des intérêts d’un autre puissant clan épiscopal.
Malgré le caractère conflictuel de leurs rapports, les deux rivaux mettent provisoirement un terme à leurs querelles et, grâce aux talents d’intermédiaire d’un évêque nommé Vertanès, ils réussissent à récupérer en 1477 la relique de la « dextre de saint Grégoire l'Illuminateur » qui avait été emportée à Aghtamar en 1462 par Zacharie III, lors de son usurpation du siège d’Etchmiadzin.
Cette époque est marquée par la production de deux moines : Kirakos d’Ezunka dit « Arevelzie », auteur de commentaires d’Évagre le Pontique compilés sous le titre Oskephorik (« Mine d’Or »), et Amirdovlat d'Amasée, qui a écrit un manuel médical intitulé Ankidaz Anpet (« L'Inutile aux ignorants ») .
Hohvannès VII, qui ne meurt qu’en 1506, doit se retirer dès 1484 devant son coadjuteur Serge III Mussail, qui devient Catholicos.